# Scheiblingkirche

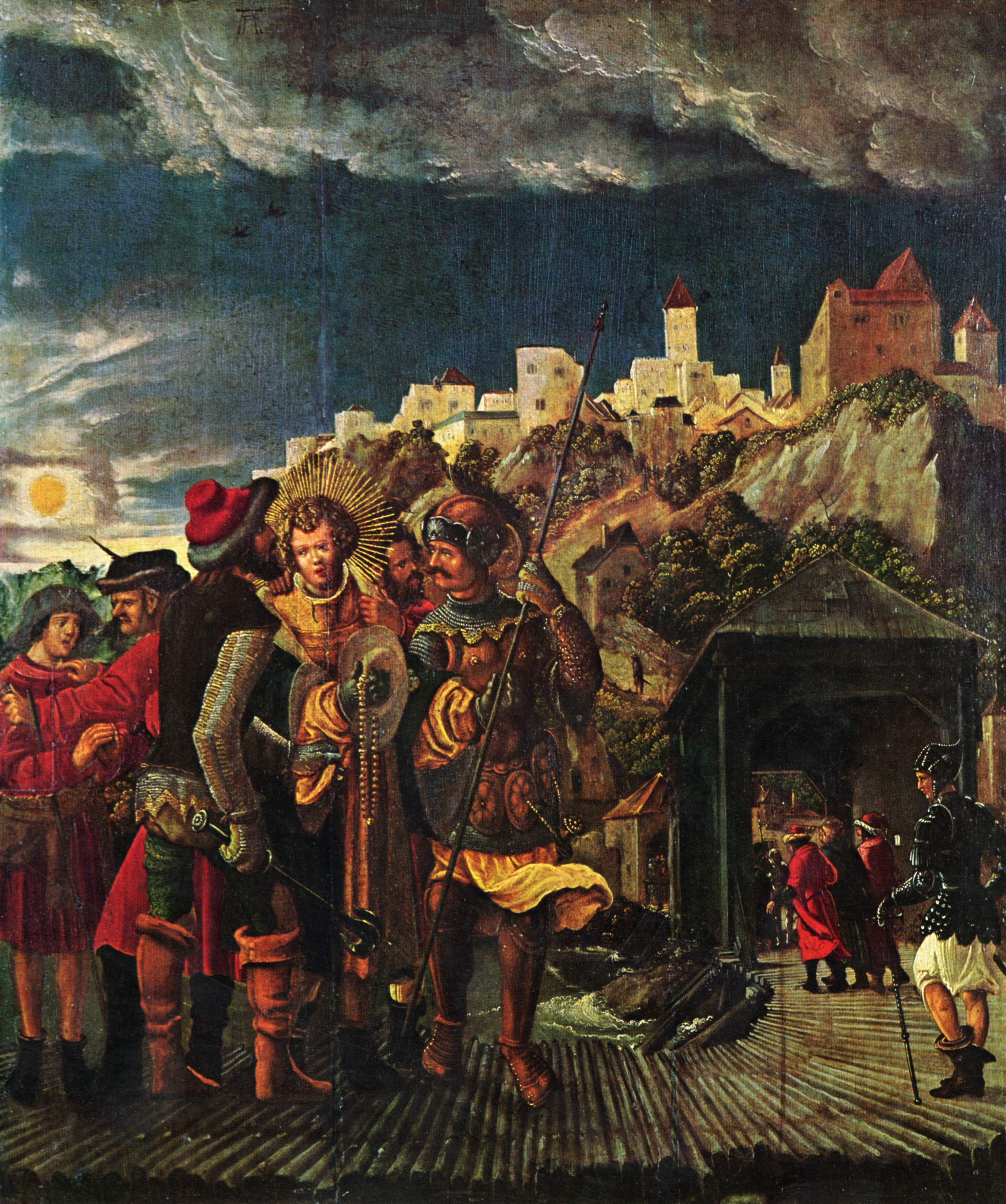
Gefangennahme des Hl. Florian

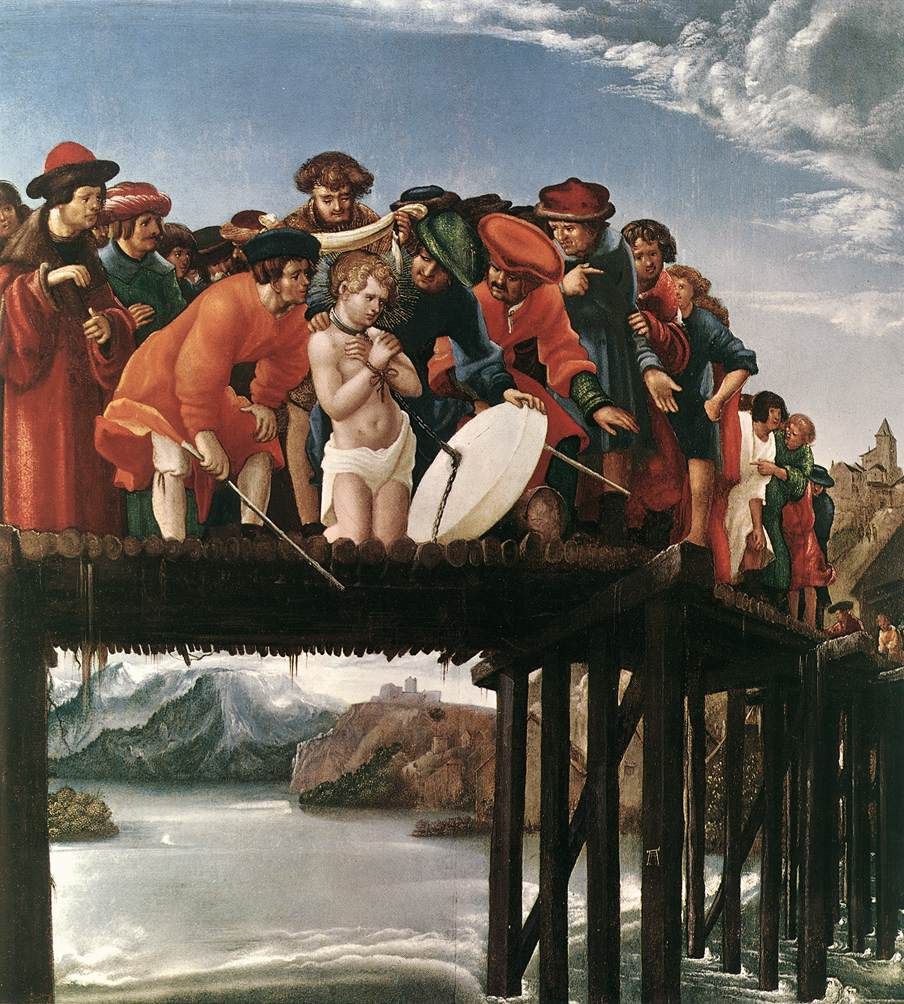
Martyrium des Hl. Florian

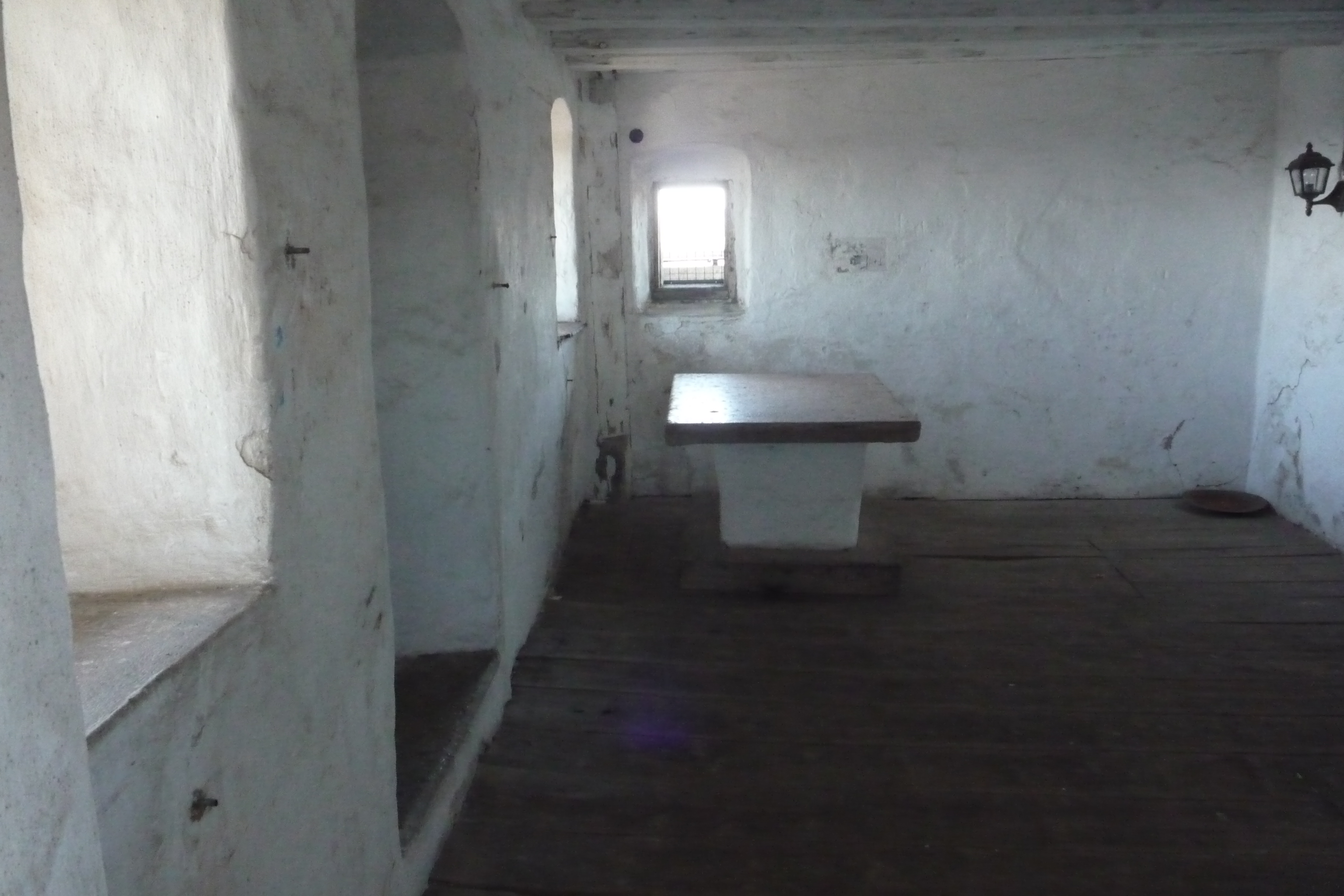
Altarplatte der Scheiblingkirche

Scheiblingkirche, in einzelnen Texten auch ecclesia rotunda genannt, war der Name einer mittelalterlichen Kirche am heutigen Hauptplatz in Enns.

## Geschichte
Gemäß ihrem Namen handelte es sich um eine romanische Rundkirche aus dem ausgehenden 12. Jahrhundert mit späteren Anbauten. Ihre urkundliche Ersterwähnung stammt aus dem Jahr 1342. Die Kirche wies ein Marienpatrozinium auf, das Kirchweihfest wurde am 5. Sonntag nach Ostern gefeiert.
Kaiser Maximilian II. erteilte Ende 1565 die Erlaubnis zum Abbruch der Kirche. Das Abbruchmaterial wurde zur Fertigstellung des Stadtturms verwendet. Der Bauplatz blieb bis heute unbebaut, ungeachtet dessen gibt es bis dato keine archäologischen Beobachtungen.

## Kirchenäußeres
Der zylindrische Baukörper trug vermutlich ein Kegeldach. Mögliche Anbauten waren eine Hl.-Geist-Kapelle aus 1389 und eine Dreikönigskapelle aus 1416, ein kleiner Chor im Osten und vielleicht auch eine Sakristei. Der Turm der Scheiblingkirche stand nach jüngeren Forschungen im Westen der Rotunde an der Stelle des heutigen Stadtturms. Der Kirchturm bzw. seine Spitze ist auf zwei Altartafeln Albrecht Altdorfers aus seinem Florianszyklus aus ungefähr 1520 dargestellt sowie auf einem Holzschnitt von Bartholomäus Reisacher aus 1562.

## Kircheninneres
Die Kirche besaß eine Empore, auf der sich die Orgel befand. Eine Altarplatte aus der Scheiblingkirche fand Wiederverwendung als Tischplatte in der Wachstube des Türmers am Stadtturm. Etwa zehn Grabplatten aus der Scheiblingkirche wurden als Bodenplatten in der Galerie am Stadtturm verlegt. Sonst ist von der Inneneinrichtung nichts erhalten. Aus einer Quelle aus dem Jahr 1447 geht hervor, dass sich in der Scheiblingkirche ein Taufstein befand, obwohl sie nicht Pfarrkirche war.